# Andronico Adede
Andronico Adede (1936-2006) was een Keniaans rechtsgeleerde.

## Loopbaan
Vanaf 1995 was hij hoofdgriffier van het Rwanda-tribunaal in Arusha in Tanzania. Nadat er in februari 1997 een vernietigend rapport verscheen over zijn mismanagement en de ineffectiviteit van plaatsvervangend hoofdaanklager Honoré Rakotomanana, stapte beiden die maand onder druk van secretaris-generaal Kofi Annan op. Hierna was hij hoogleraar aan de Universiteit van Nairobi. Hij was gespecialiseerd in internationaal recht.

## Werk (selectie)
- 1983: Legal trends in international lending and investment in the developing countries, ISBN 9789024729623
- 1987: The system for settlement of disputes under the United Nations Convention on the law of the sea: a drafting history and a commentary, ISBN 9789024733248
- 1988: The IAEA notification and assistance conventions in case of a nuclear accident: landmarks in the history of the multilateral treaty-making process, ISBN 9789024736164
- 1993: International environmental law digest: instruments for international responses to problems of environment and development, 1972-1992, ISBN 9780444816269
- 1995: The quadrangle, ISBN 9781856549813
- 1995: The United Nations at age fifty: a legal perspective, ISBN 9789041101457
- 2001: Streamlining Africa's responses to the impact of review and implementation of the TRIPS's agreement, International Centre for Trade and Sustainable Development, Genève